# West Point (Iowa)
West Point es una ciudad ubicada en el condado de Lee en el estado estadounidense de Iowa. En el Censo de 2010 tenía una población de 966 habitantes y una densidad poblacional de 613,45 personas por km².

## Geografía
West Point se encuentra ubicada en las coordenadas 40°42′54″N 91°27′8″O / 40.71500, -91.45222. Según la Oficina del Censo de los Estados Unidos, West Point tiene una superficie total de 1.57 km², de la cual 1.57 km² corresponden a tierra firme y (0%) 0 km² es agua.

## Demografía
Según el censo de 2010, había 966 personas residiendo en West Point. La densidad de población era de 613,45 hab./km². De los 966 habitantes, West Point estaba compuesto por el 99.07% blancos, el 0.31% eran afroamericanos, el 0% eran amerindios, el 0.1% eran asiáticos, el 0% eran isleños del Pacífico, el 0% eran de otras razas y el 0.52% pertenecían a dos o más razas. Del total de la población el 0.93% eran hispanos o latinos de cualquier raza.